# جيمس فرازير
جيمس فرازير (بالإنجليزية: James Fraser)‏ هو نقابي وسياسي أسترالي، ولد في 12 مارس 1889 في المملكة المتحدة، وتوفي في 27 أغسطس 1961 في أستراليا. حزبياً، نشط في حزب العمال الأسترالي. وقد انتخب وزير الخدمات الاجتماعية ‏ (21 سبتمبر 1943 – 6 يوليو 1945) وانتخب عضو مجلس الشيوخ الأسترالي ‏ عن دائرة أستراليا الغربية (1 يوليو 1938 – 30 يونيو 1959).